# Ferge István
Ferge István (19. század) népköltő.

## Művei
- Mesék és eredeti költemények. Pest, 1839.
- A dicsőség temploma, melyet emelt a jász és kún kerületek 1839. év április havának 17. napján történt tiszt-ujjítása alkalmával. Pest, 1839.
- Tisztelet emléke, mely méltgs és ft. Ócskói Ocskay Antal ő nagysága nagy nevének szenteltetett, midőn a kassai megyés püspöki méltósággal megtiszteltetett Kassán 1839. évben. Kassa.
- Elhalványult rózsa a pozsonyi rózsa utczában, vagy gyász emlény néh. t., ns. és v. Csicseri Orosz Elek urnak tavaszutó 24. fentebb (1844.) évbeni szerencsétlen halálára. Pozsony, 1844.
- Die verblühte Rose in der Rosengasse zu Pressburg, oder das Trauer-Andenken an den unglücklichen Tod des Herrn Alexius Orosz v. Csicser am 24. Mai 1844. Hely n.